# Grallaricula leymebambae
El ponchito pechicastaño norteño o ponchito de Leymebamba (Grallaricula leymebambae), es una especie de ave paseriforme perteneciente al género Grallaricula de la familia Grallariidae. Hasta recientemente era considerado una subespecie del ponchito pechicastaño (Grallaricula ferrugineipectus), de quien fue separado en 2018. Es nativo de los Andes del oeste de América del Sur. 

## Distribución y hábitat
Se distribuye por la pendiente del Pacífico en el extremo sur de Ecuador (sur de Loja), noroeste de Perú (Piura, noreste de Lambayeque) y por la pendiente oriental de los Andes desde el sur de Amazonas (al sur y este del río Marañón) hacia el sur hasta el oeste de Bolivia (La Paz); registros en el norte de Ecuador (Pichincha) tal vez pertenezcan a esta especie.
Esta especie es considerada poco común en su hábitat natural, el sotobosque de selvas montanas entre 1750 y 3350 m de altitud.

## Sistemática

### Descripción original
La especie G. leymebambae fue descrita por primera vez por el ornitólogo estadounidense Melbourne Armstrong Carriker en 1933, bajo el nombre científico Grallaricula ferrugineipectus leymebambae; localidad tipo «Leymebamba, 2130 m, Amazonas, Perú».

### Etimología
El nombre genérico femenino «Grallaricula» es un diminutivo del género Grallaria, del latín «grallarius»: caminante zancudo; significando «pequeño caminante zancudo; y el nombre de la especie «leymebambae», se refiere a la localidad tipo, Leymebamba, Perú.

### Taxonomía
La presente especie era considerada conespecífica con G. ferrugineipectus hasta recientemente, a pesar de que diversos autores, como Krabbe & Schulenberg, 2003a, y Ridgely & Tudor, 2009, ya la reconocían como especie plena, con base en diferencias vocales y morfológicas. Los análisis genéticos presentados por Van Doren et al. (2018) demostraron que la presente está hermanada con Grallaricula lineifrons y que ambas están hermanadas con Grallaricula flavirostris, por lo tanto más distantes de la propia G. ferrugineipectus. Esto fue también confirmado por datos morfométricos y de vocalización. La separación fue aprobada en la Propuesta N° 784 al Comité de Clasificación de Sudamérica, y listada por las clasificaciones Clements checklist v.2018 y Congreso Ornitológico Internacional (IOC).
Registros de vocalización indican la existencia de una población en el norte de Ecuador con cierto grado de diferencia vocal, sugiriendo la probabilidad de un nuevo taxón; las aves de Bolivia son ligeramente más oscuras, aunque las diferencias tal vez sean apenas clinales. Es monotípica.